# كولين ماكغين
كولين ماكغين (بالإنجليزية: Colin McGinn)‏ (من مواليد 10 آذار/مارس 1950) هو فيلسوف بريطاني شغل منصب بروفيسور في عدة جامعات منها كلية لندن الجامعية وجامعة أوكسفورد وجامعة روتجرز وجامعة ميامي.
عرف ماكغين بآرائه في مجال فلسفة العقل، وبشكل خاص فيما يعرف برأيه حول الغموضية الجديدة، وهي فكرة مفادها أن العقل البشري في الوقت الحالي لا يستطيع أن يقدم حلاً لمسألة العقل-الجسد.
ألف ماكغين العديد من الكتب التي فاقت 20 كتاباً عن موضوع فلسفة العقل بشكل خاص وعن المواضيع الفلسفية الأخرى، ومن هذه الكتب:
- The Character of Mind سنة 1982
- The Problem of Consciousness سنة 1991
- Consciousness and Its Objects سنة 2004
- The Meaning of Disgust سنة 2011

## اقرأ أيضاً
- غموضية جديدة
- فلسفة العقل
- مسألة العقل - الجسد